# Zoolea
Zoolea es un género sudamericano de Mantis representado por las siguientes especies:
- Zoolea borellii
- Zoolea gigas
- Zoolea guerinii
- Zoolea lobipes
- Zoolea major
- Zoolea minor
- Zoolea orbus

Una característica de este género es que la pata anterior tiene lóbulos preapicales superiores. Este género contiene algunas especies conocidas como Mantis Unicornio.